# Old Shatterhand (Romanfigur)

Karl May als Old Shatterhand, 1896

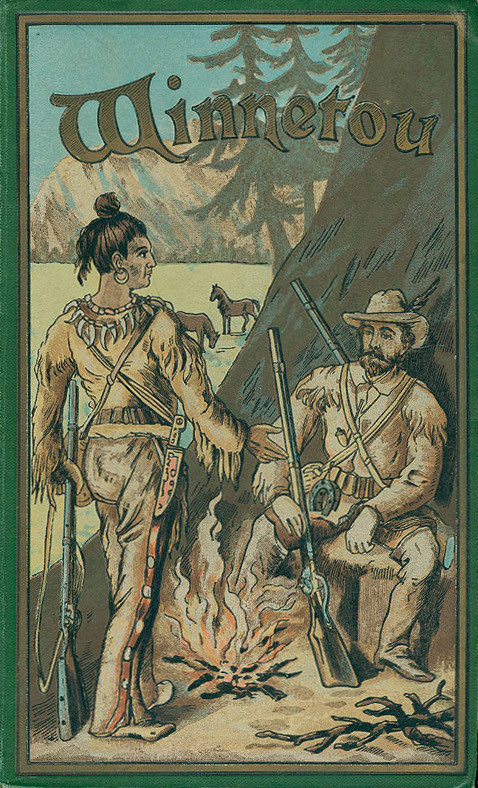
Old Shatterhand (rechts) auf dem klassischen Buchdeckel der Erstausgabe (1893) von Winnetou I bis III

Old Shatterhand (englisch für „Alte Schmetterhand“) ist eine fiktive Person, die der deutsche Schriftsteller Karl May für seine Wildwest-Romane schuf. Er verkörpert den „unfehlbaren Helden“ und besitzt ein Pferd namens Hatatitla sowie zwei markante Gewehre, den Henrystutzen und den Bärentöter. Er ist der Blutsbruder des ebenfalls fiktiven  Apachenhäuptlings Winnetou.
In den meisten Romanen werden die Geschehnisse aus Old Shatterhands Sicht in Ich-Form erzählt (Reiseerzählungen); in einigen aus Sicht eines allwissenden Erzählers (Jugendromane), wodurch auch Szenen erfasst werden, an denen er nicht unmittelbar beteiligt ist. Die Figur des Old Shatterhand ist mit Kara Ben Nemsi aus Mays Orient-Romanen charakterlich identisch.

## Karl May und Old Shatterhand
Durch die Ich-Erzählweise setzte bei den Lesern eine Identifizierung des Autors Karl May mit seiner Romanfigur ein, die von ihm über lange Zeit bestärkt wurde, auch wenn teils übermenschliche Fertigkeiten vorgegeben wurden: „Ich spreche und schreibe: Französisch, Englisch, Italienisch, Spanisch, Griechisch, Lateinisch, Hebräisch, Rumänisch, Arabisch (sechs Dialekte), Persisch, Kurdisch (zwei Dialekte), Chinesisch (zwei Dialekte), Malaiisch, Namaqua, einige Sunda-Idiome, Suaheli, Hindostanisch, Türkisch und die Indianersprachen der Sioux, Apachen, Komantschen, Snakes, Utahs, Kiowas nebst dem Ketschumany drei südamerikanische Dialekte. Lappländisch will ich nicht mitzählen.“ Diese sogenannte „Old-Shatterhand-Legende“ führte auch dazu, dass er 1896 Werbefotos in Wildwest- und Orientkostümierung anfertigen ließ.

## Die Romanfigur

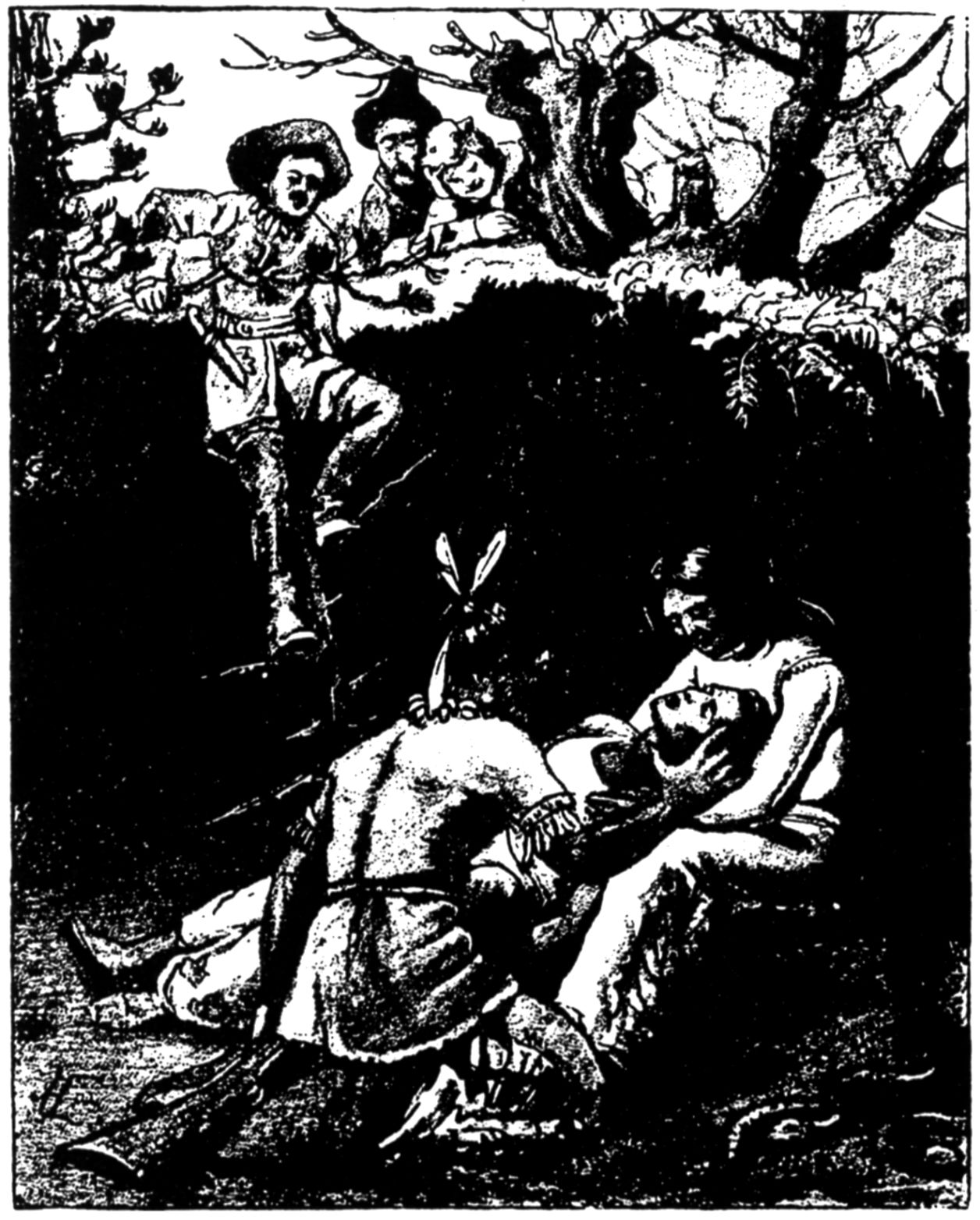
Old Shatterhand (links), Illustration von A. Hrdlicka zur Erzählung Mutterliebe (1898)

Im Band Winnetou I ist der Ich-Erzähler ein junger Deutscher, der als Hauslehrer in St. Louis arbeitet. Auf Vermittlung seiner Freunde reitet er als Landvermesser in den Westen, um mit weiteren Männern eine neue Eisenbahnstrecke zu vermessen. Seinen Namen erhält Shatterhand in dieser Erzählung durch den Oberingenieur eines benachbart arbeitenden Vermessungstrupps. Der Ingenieur führt den Namen ein, nachdem er gesehen hat, wie der Ich-Erzähler „einen feindlich gesinnten Westmann von großer Körperkraft mit einem einzigen Hieb gegen die Schläfe bewusstlos schlägt“. 
Sam Hawkens übernimmt diesen Kriegsnamen sofort, obwohl er den Erzähler stets als Greenhorn bezeichnet, und macht ihn im Wilden Westen bekannt. Nachdem Old Shatterhand den Apachenhäuptling Intschu tschuna und dessen Sohn Winnetou unerkannt vor dem Marterpfahl der Kiowas gerettet hat, wird er kurz danach von Winnetou im Kampf schwer verletzt und in das Lager der Mescalero-Apachen verschleppt. Während seiner Genesung wird er von Winnetous Schwester Nscho-tschi gepflegt, die sich dabei in ihn verliebt. In einem Schwimmwettkampf gegen Intschu-tschuna als Gottesurteil muss er um seine Freiheit kämpfen. Nachdem er gesiegt hat, wird er Winnetous Blutsbruder (Karl May – gesammelte Werke, Band 7: Winnetou 1. Teil). Winnetou nannte ihn seitdem oft „Scharlih“ („Charlie“ = „Karl“).
Winnetou I ist zwar innerhalb der Karl-May-Chronologie der erste Band, aber nicht der erste Text, den Karl May mit dem Helden Old Shatterhand geschrieben hat. Tatsächlich macht die Figur eine ähnliche literarische Entwicklung durch wie Winnetou. Beim ersten Auftreten innerhalb der Chronologie ist der Held daher schon zur „Vollendung“ gereift.

### Andere Namen
Von den Utah-Indianern im Roman Der Schatz im Silbersee wird Shatterhand auch Pokai-mu (tötende Hand) genannt. Die Sioux nennen ihn Vauva-shala, die Apachen Selki-lata, die Shoshonen Nonpay-klama, die Komantschen Nina Nonton, die Yumas in Nordmexiko Tave-schala und die Upsarokas Nonpeh-tahan.

### Standardausstattung

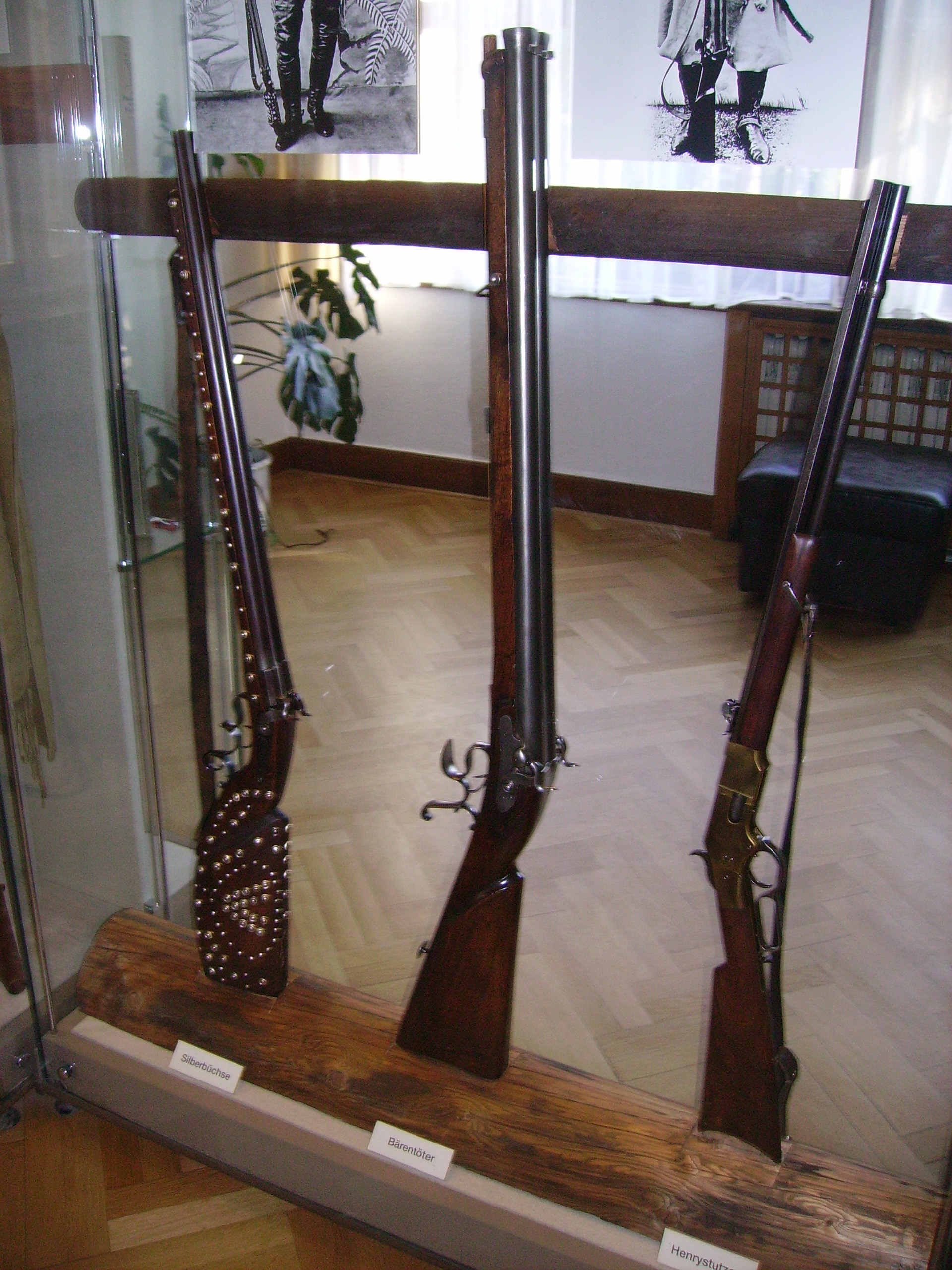
Bärentöter (Mitte) und Henrystutzen (rechts) im Karl-May-Museum Radebeul. Links Winnetous Silberbüchse.

Old Shatterhand besaß einen Rappen mit dem indianischen Namen Hatatitla (Blitz) und zwei markante Gewehre: den Henrystutzen (ein Gewehr, mit dem man 25 Mal schießen konnte, ohne nachzuladen) und den Bärentöter (eine sehr schwere Büchse, die sogar einen Bären mit einem Schuss auf große Entfernung töten konnte). Beide Gewehre erhielt er von dem Büchsenmacher Henry aus St. Louis (Winnetou 1. Teil und 2. Teil). Das reale Vorbild dürfte der Büchsenmacher Benjamin Tyler Henry gewesen sein, dessen Henry-Gewehr eine Verbesserung des tatsächlich 25-schüssigen Volcanic-Karabiners war, selbst aber nur ein 16-schüssiges Magazin aufwies.
Die im Karl-May-Museum in Radebeul ausgestellten Bärentöter und Silberbüchse wurden von Max Fuchs gefertigt. Beide Waffen gelten als gänzlich unbrauchbar. So übersteigt das Kaliber des Bärentöters mit 22 Millimeter selbst die Kaliber heute gängiger Schützenpanzerkanonen. Alleine aufgrund des zu erwartenden Rückstoßes erscheint eine sichere Handhabung als ausgeschlossen. Auch die Silberbüchse ordnet das Museum als nicht beschießbar ein.

## Charakter, Fähigkeiten und Kenntnisse

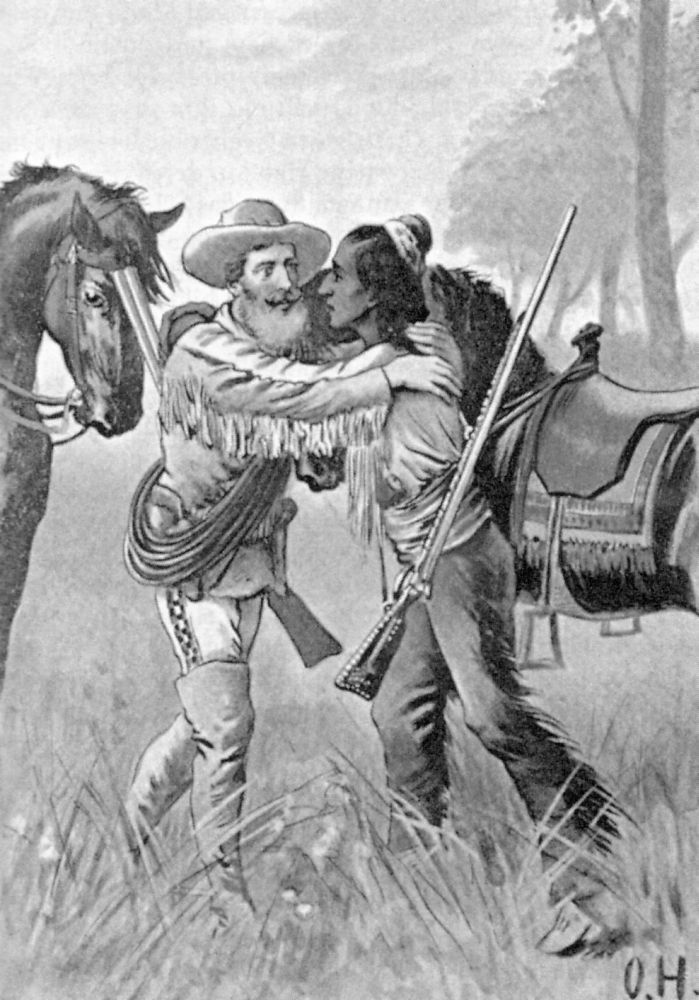
Old Shatterhand (links), Illustration (1897) von Oskar Herrfurth zur Buch-Ausgabe von Der Ölprinz

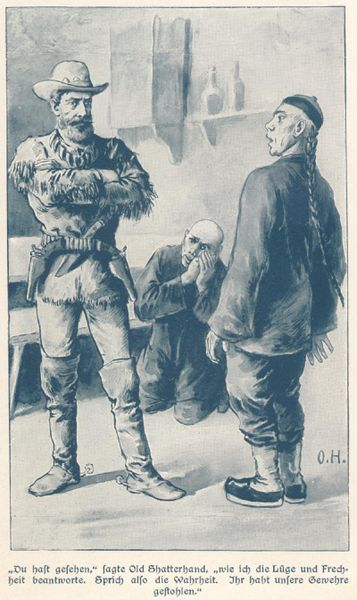
Old Shatterhand (links), Illustration (1899) von Oskar Herrfurth zur Buch-Ausgabe von Der schwarze Mustang (später Halbblut)

Old Shatterhand ist uneingeschränkt der guten Seite zuzuordnen und kämpft zusammen mit Winnetou und/oder mit anderen Gefährten gegen die meist klar abgetrennte böse Seite. Dabei ist er bemüht, sich Feinde zu Freunden zu machen. Er tötet Feinde nur, wenn es die Selbstverteidigung erfordert. Ansonsten macht er sie durch gezielte Schüsse in Gliedmaßen oder durch Fausthiebe kampfunfähig. Er ist ein perfekter Schütze und Reiter sowie Meister in anderen nötigen Fertigkeiten des Westens („Westmann“). Spezifische West-Fertigkeiten und -Kenntnisse wurden ihm erst von Sam Hawkens, später von Winnetou gelehrt; allgemeine auf Logik und Verstand, Kraft oder Ausdauer basierende Fertigkeiten hat er bereits zuvor.
Er bereist die Welt, um später daheim über Land und Leute Bücher zu schreiben.
Er beherrscht mindestens folgende Sprachen: Deutsch, Englisch, Französisch, Spanisch, Apache, Komantsche, Kiowa, Utah, Arabisch, Türkisch, Persisch und Chinesisch.
Ferner besitzt er umfassende Kenntnisse in folgenden Wissensgebieten: Mathematik, Physik, Astronomie, Meteorologie, Chemie, Botanik, Zoologie, Anatomie, Medizin, Mechanik, Literatur, Poesie/Lyrik, Musik, Geschichte, Völkerkunde, Geografie sowie Theologie aller Weltreligionen (er kennt die Bibel und den Koran auswendig). Darüber hinaus besitzt er teilweise überragende Fähigkeiten im Laufen, Sprinten, Ringen, Schwimmen, Fechten, Reiten, Schießen und Schleichen.
Er ist ein bekennender Christ. In dieser Eigenschaft distanziert er sich von „Alibi-Christen“, die zwar regelmäßig in die Kirche gehen, aber die eigentlichen christlichen Tugenden nicht aufweisen. Andere Religionen, besonders den Islam, sieht er als verfehlt an und spricht darüber auch offen mit deren Angehörigen.
Er betont mehrfach die grundsätzliche Gleichberechtigung zwischen menschlichen Rassen und Ethnien und verurteilt auch unmittelbaren Rassismus, fällt aber dennoch Werturteile sowohl gegenüber Rassen (Afrikaner seien gutmütig und sorglos; Chinesen seien verschlagen; Beduinen seien räuberisch usw.) als auch gegenüber einzelnen Personen, aus deren Gesichtszügen er Charaktereigenschaften ablesen zu können glaubt.
Obwohl er Winnetou stets als perfekten Meister aller Disziplinen im Westen beschreibt, ist er diesem doch noch etwas überlegen. Zudem veranlasst er Winnetou vereinzelt, Entscheidungen zu ändern. Schließlich ist er Winnetou auch durch zivilisatorische Kenntnisse, wie Schriften, Kalender oder Karten entziffern, überlegen. In spezifischen Orts-, Sprach- und Ethnienkenntnissen übertrifft Winnetou ihn vereinzelt.

## Texte mit Old Shatterhand
In den folgenden Tabellen sind neben den Originaltiteln die aktuellen Nummern des Bandes und der Erzählung aus Karl May’s Gesammelten Werken (Titel können hier abweichen), der Titel des entsprechenden Reprints der Karl-May-Gesellschaft sowie Abteilung und Bandnummer der historisch-kritischen Ausgabe Karl Mays Werke (sofern bereits erschienen) angegeben.

### Reiseerzählungen
| Titel                            | Jahr    | Anmerkungen                                         | Karl May’s Gesammelte Werke | Reprints der Karl-May-Gesellschaft          | Historisch-kritische Ausgabe |
| -------------------------------- | ------- | --------------------------------------------------- | --------------------------- | ------------------------------------------- | ---------------------------- |
| Deadly dust                      | 1880    | später bearbeitet in Winnetou III                   | 88,01                       | Der Scout – Deadly Dust – Ave Maria         | (IV.14)                      |
| Im »wilden Westen« Nordamerika's | 1882/83 | später bearbeitet in Winnetou III                   | 88,02                       | (Der Scout – Deadly Dust – Ave Maria)       | IV.27                        |
| Ein Oelbrand                     | 1882/83 |                                                     | 80,04                       | Jahrbuch der Karl-May-Gesellschaft 1970     | IV.27                        |
| Winnetou I                       | 1893    | zeitweilig auch Winnetou der Rote Gentleman I       | 7                           |                                             | IV.12                        |
| Winnetou II                      | 1893    | zeitweilig auch Winnetou der Rote Gentleman II      | 8                           |                                             | IV.13                        |
| Winnetou III                     | 1893    | zeitweilig auch Winnetou der Rote Gentleman III     | 9                           |                                             | IV.14                        |
| Old Surehand I                   | 1894    |                                                     | 14                          |                                             |                              |
| Old Surehand II                  | 1895    |                                                     | 19 und 15, Kapitel 1        |                                             |                              |
| Old Surehand III                 | 1896    |                                                     | 15, Kapitel 2–10            |                                             |                              |
| Satan und Ischariot I            | 1896    |                                                     | 20                          | Die Felsenburg                              |                              |
| Satan und Ischariot II           | 1897    |                                                     | 21                          | Krüger Bei – Die Jagd auf den Millionendieb |                              |
| Satan und Ischariot III          | 1897    |                                                     | 22                          | Krüger Bei – Die Jagd auf den Millionendieb |                              |
| Auf fremden Pfaden               | 1897    |                                                     |                             |                                             |                              |
| • Gott läßt sich nicht spotten   | 1897    | ursprünglicher Titel Old Cursing-Dry                | 23,07                       | Christus oder Muhammed                      | IV.26                        |
| • Ein Blizzard                   | 1897    | ursprünglicher Titel Ein amerikanisches Doppelduell | 23,08                       | Christus oder Muhammed                      | IV.26                        |
| Mutterliebe                      | 1897/98 |                                                     | 48,06                       | Christus oder Muhammed                      | IV.27                        |
| „Weihnacht!“                     | 1897    |                                                     | 24                          |                                             | IV.21                        |
| Im Reiche des silbernen Löwen I  | 1898    |                                                     | 26                          | Im Reiche des silbernen Löwen               | IV.22                        |
| Winnetou IV                      | 1910    |                                                     | 33                          | Winnetou Band IV                            |                              |

### Jugenderzählungen
| Titel                        | Jahr    | Anmerkungen                                                     | Karl May’s Gesammelte Werke | Reprints der Karl-May-Gesellschaft                      | Historisch-kritische Ausgabe |
| ---------------------------- | ------- | --------------------------------------------------------------- | --------------------------- | ------------------------------------------------------- | ---------------------------- |
| Unter der Windhose           | 1886    | später bearbeitet in Old Surehand II                            |                             | Der Krumir                                              | IV.27                        |
| Der Sohn des Bärenjägers     | 1887    |                                                                 | 35,01; 84,06 und 84,07      | Der Sohn des Bärenjägers – Der Geist der Llano estakata | III.1                        |
| Der Geist des Llano estacado | 1888    | ursprünglicher, fehlerhafter Titel Der Geist der Llano estakata | 35,02                       | Der Sohn des Bärenjägers – Der Geist der Llano estakata | III.1                        |
| Der Schatz im Silbersee      | 1890/91 |                                                                 | 36                          | Der Schatz im Silbersee                                 | III.4                        |
| Der Oelprinz                 | 1893/94 | Buchausgaben ab 1905 unter dem Titel Der Ölprinz                | 37                          | Der Ölprinz                                             | III.6                        |
| Der schwarze Mustang         | 1896/97 |                                                                 | 38,01                       | Der schwarze Mustang                                    | III.7                        |

### Sonstiges
- In der Orienterzählung Unter Würgern (1879) wird erwähnt, dass der Ich-Held in Nordamerika Old Shatterhand genannt wird. Dies ist die älteste bekannte Erwähnung dieses Namens.
- Einige frühere Erzählungen (Old Firehand (1875), Im fernen Westen (1879), Der Scout (1888/89)) enthalten einen anonymen Ich-Erzähler, der bei der Übernahme in Winnetou II zu Old Shatterhand umgeschrieben wurde.
- Im Kapitel An der Tigerbrücke im Band Am Stillen Ocean  (1894) weist der Ich-Erzähler auf seine Identität mit Old Shatterhand und Kara Ben Nemsi hin.
- Das zu Satan und Ischariot gehörende, gestrichene Kapitel In der Heimath  ist in modernisierter Form in Karl May's Gesammelten Werken im Band Old Shatterhand in der Heimat (1997) erschienen.
- Im Roman Im Reiche des silbernen Löwen IV (1903) bestätigt Kara Ben Nemsi, dass er Old Shatterhand war.
- Im Rahmen der Gesammelten Werke tritt Old Shatterhand in einem weiteren Band auf: Zobeljäger und Kosak (1934), eine Bearbeitung des Kolportageromans Deutsche Herzen – Deutsche Helden (1885–87).

## Film und Bühne

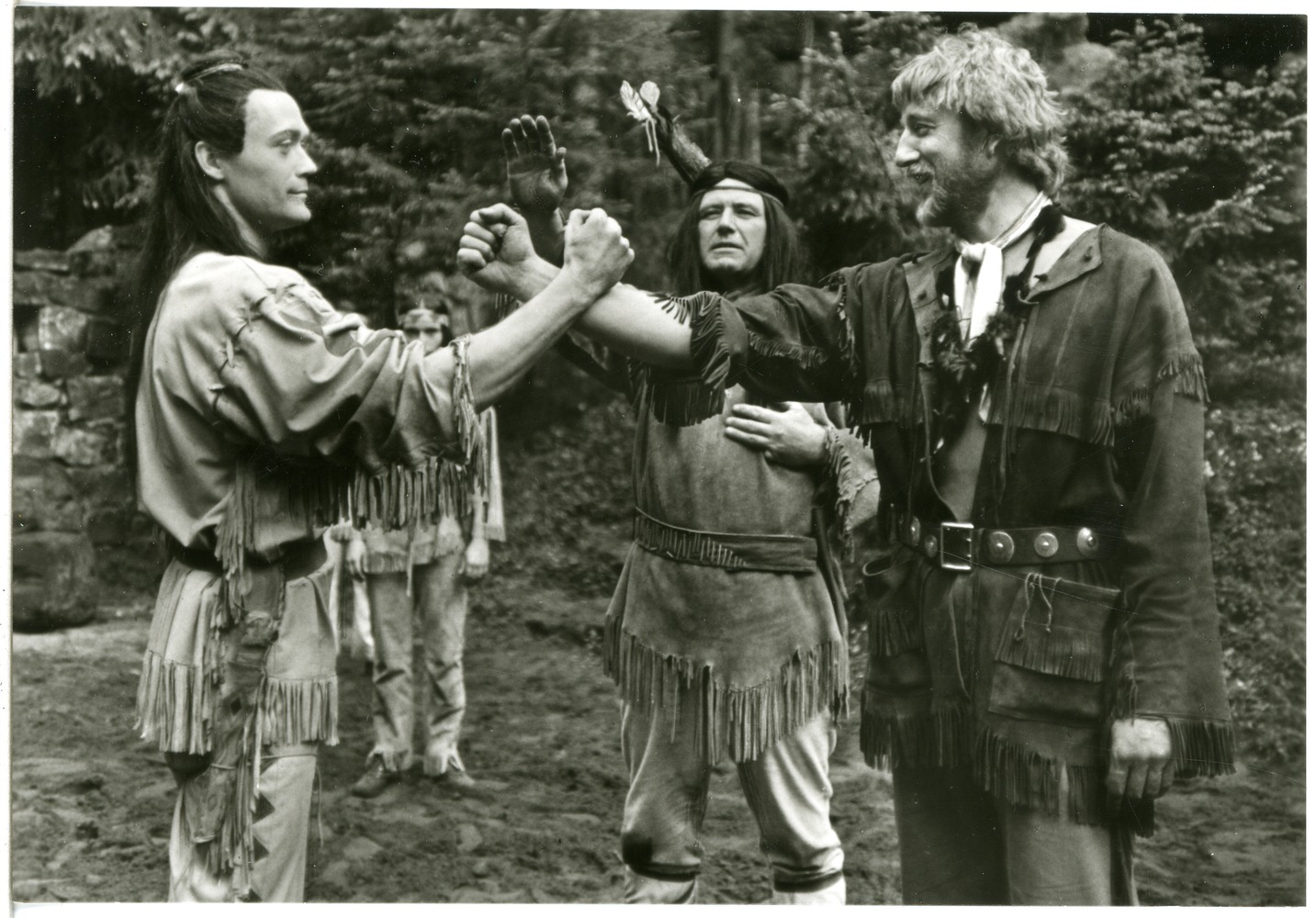
Winnetou (Jürgen Haase) und Old Shatterhand (Jürgen Polzin) auf der Felsenbühne Rathen (1988)

Bereits 1938 verkörperte der Schauspieler Ernst Wilhelm Borchert den Old Shatterhand, neben Will Quadflieg als Winnetou, in dem Stück „Winnetou, der rote Gentleman“ an der Berliner Volksbühne unter der Regie von Ludwig Körner.
In mehreren Karl-May-Filmen der 1960er wurde die Figur des Old Shatterhand und des Kara Ben Nemsi durch den amerikanischen Schauspieler Lex Barker verkörpert. Der niederländische Sänger und Schauspieler Bruce Low spielte den Old Shatterhand 1966 und 1968 in der Berliner Deutschlandhalle und 1975 in der Stadthalle Wien. Auch in Live-Hörspielen ist Old Shatterhand auf der Bühne präsent. Das RadioLiveTheater inszeniert mit Genehmigung des Karl-May-Verlages Old Firehand von Dirk Hardegen (2019, Bad Segeberg) und Old Shatterhand unter Kojoten von Wolfgang Vater (2019, Wiesbaden).
In der Fernsehserie Mein Freund Winnetou (1979) wurde er von Siegfried Rauch dargestellt. In dem Musical Winnetou (1982) von Ralph Siegel spielt ihn der deutsche Regisseur, Schauspieler und Synchronsprecher Rüdiger Bahr. Auf der Freilichtbühne in Elspe im Sauerland spielte der Schauspieler Jochen Bludau lange Jahre an der Seite von Pierre Brice als Winnetou die deutsche Heldengestalt. In den frühen 1950er Jahren spielte Hellmut Lange den Old Shatterhand auf einer Freilichtbühne in Stuttgart, während Sigurd Fitzek den Indianerhäuptling verkörperte.
Das erste Auftreten von Old Shatterhand im Film erfolgte im deutschen Kinofilm Der Schatz im Silbersee (1962), dem größten deutschen Kinoerfolg der 1960er-Jahre. Die Verfilmungen halten sich bestenfalls lose an Mays Romanvorlagen, so war der Hauptdarsteller des Buches im „Kampf um Butlers Farm“ Old Firehand und nicht Old Shatterhand. Auch wurde in der Film-Version auf diverse Ausrüstungsgegenstände und Kleidungsstücke der Romanbeschreibung gänzlich verzichtet. Lex Barker rasiert sich in den ersten Szenen der Silbersee-Verfilmung den vorhandenen Vollbart ab und symbolisiert so die Wandlung der Figur vom literarisch-antiquierten zum „fortschrittlichen“ Film-Helden. Weitere Unterschiede der Darstellung durch diesen Schauspieler zur Romanvorlage sind das Fehlen des Hutes und die Fußbekleidung, die aus Mokassins statt aus knielangen Stiefeln besteht.
Der Kinofilm Old Shatterhand (1964) beruht auf keiner literarischen Vorlage von Karl May, da der Produzent keine Romanrecht erworben hatte.
Karl-May-Filme mit Old Shatterhand
- Der Schatz im Silbersee (1962)
- Winnetou 1. Teil (1963)
- Old Shatterhand (1964)
- Winnetou 2. Teil (1964)
- Winnetou 3. Teil (1965)
- Winnetou und das Halbblut Apanatschi (1966)
- Winnetou und Shatterhand im Tal der Toten (1968)
- Die Spur führt zum Silbersee (1990, Puppentrickfilm)

## Im Hörspiel
Das Hörspiel entdeckte schon viel früher die Wildwest-Erzählungen.
Und hier gab es eine größere Anzahl verschiedener Old Shatterhands.
Eine Auswahl:
- Kurt Lieck (in den 3 Mehrteilern Der Schatz im Silbersee (1955), Winnetou (1956) und Old Surehand (1958) von Regisseur Kurt Meister)
- Heinz Trixner
- Michael Poelchau
- Volker Brandt
- Claus Wilcke
- Joshy Peters
- Klaus-Hagen Latwesen
- Jürgen von der Lippe
- Harald Leipnitz
- Uwe Friedrichsen

und viele mehr...

## Kurioses
- Die Augsburger Puppenkiste brachte 1979 eine vierteilige Verfilmung eines Buches von Max Kruse mit dem Titel Lord Schmetterhemd.
- Im James-Bond-Roman Du lebst nur zweimal aus dem Jahr 1964 heißt der Deckname des Bösewichts Blofeld Dr. Guntram Shatterhand.